# Женев'єва Град
Женев'є́ва Габріе́ль Град (фр. Geneviève Gabrielle Grad; 5 липня 1944, Париж — 8 листопада 2024, Ла-Шоссе-Сен-Віктор, Луар і Шер) — французька кіноакторка. Особливої популярності за межами Франції набула, знявшись у комедіях про жандарма («Жандарм одружується» та інших) режисера Жана Жиро.

## Біографія
Народилася у Сент-Уані 1944 року. Батько її працював наборщиком у газеті France Soir.
В юності Женев'єва не думала про акторську кар'єру, мріючи стати танцюристкою. У 15 років вона була помічена кимось із продюсерів, після чого вирушила на кінопроби фільму Les adolescentes (Підлітки) до Риму. Ролі в тому фільмі вона не отримала, проте завдяки знайомству з режисером Мішелем Буароном знялася в його картині Un soir sur la plage (Вечір на пляжі). Після чого чергувала роботу в театрі та в кіно.
Після зіркової ролі в серіалі про жандарма («Жандарм із Сен-Тропе», «Жандарм у Нью-Йорку», «Жандарм одружується») Град поступово покинула кінематограф. У свій час працювала на TF1, потім — антикваркою. Пізніше стала службовицею адміністрації Вандома.
Мала сина Дмитра (нар. 1976) від французького телеведучого Ігоря Богданова. Весною 1993 року одружилася з архітектором Жаном Гійомом після 11 років спільного життя.
Померла 8 листопада 2024 року.

## Фільмографія
| Рік  |    | Українська назва                | Оригінальна назва                                                    | Роль                                                                                          |
| ---- | -- | ------------------------------- | -------------------------------------------------------------------- | --------------------------------------------------------------------------------------------- |
| 1959 | ф  | Драґери                         | Les Dragueurs                                                        | у титрах не вказана                                                                           |
| 1961 | ф  | Вечір на пляжі                  | Un soir sur la plage                                                 | Сільві, донька Джорджини (фр. Sylvie, la fille de Georgina)                                   |
| 1961 | ф  | Капітан Фракас                  | Un soir sur la plage                                                 | Ізабель, інженю (фр. Isabelle, l'ingénue)                                                     |
| 1961 | ф  | Завоювання Коринфа              | La Bataille de Corinthe (італ. Il conquistatore di Corinto)          | Ебе (італ. Ebe)                                                                               |
| 1962 | ф  | Нормани                         | італ. I normanni                                                     | Світланія (італ. Svetlania)                                                                   |
| 1962 | ф  | Арсен Люпен проти Арсена Люпена | Arsène Lupin contre Arsène Lupin                                     | Катеріна, принцеса Полдевії (фр. Catherine, la princesse de Poldavie)                         |
| 1962 | ф  | Імперія ночі                    | L'Empire de la nuit                                                  | Джульєтта (фр. Juliette)                                                                      |
| 1963 | ф  | Герой Вавилона                  | Hercule, le Héros de Babylone (італ. L'eroe di Babilonia)            | Таміра (італ. Tamira)                                                                         |
| 1963 | ф  | Сандокан, тигр Момпрасема       | Sandokan, le tigre de Bornéo (італ. Sandokan, la tigre di Mompracem) | Мері Енн (італ. Mary Ann)                                                                     |
| 1963 | ф  | Геркулес проти Молоха           | Hercule contre Moloch (італ. Ercole contro Moloch)                   | Пасіфая (італ. Pasifae)                                                                       |
| 1964 | ф  | Гібралтар                       | Gibraltar                                                            | Кеті Максвелл (фр. Cathy Maxwell)                                                             |
| 1964 | ф  | Жандарм із Сан-Тропе            | Le Gendarme de Saint-Tropez                                          | Ніколь Крюшо, донька Людовіка (фр. Nicole Cruchot, la fille de Ludovic)                       |
| 1964 | тф | Викрадення Антуана Біґю         | L'Enlèvement d'Antoine Bigut                                         | Аделаїда (фр. Adélaïde)                                                                       |
| 1965 | с  | Оренда кімнати                  | Une chambre à louer                                                  | 25 серій. Анне Дюлак (фр. Anne Dulac)                                                         |
| 1965 | с  | Фрідрік Ґардіанець              | Frédéric le gardian                                                  | Вірджинія (фр. Virginie)                                                                      |
| 1965 | ф  | Жандарм у Нью-Йорку             | Le Gendarme à New York                                               | Ніколь Крюшо, донька Людовіка (фр. Nicole Cruchot, la fille de Ludovic)                       |
| 1965 | тф | Поцілуймося, Фольвіль !         | Embrassons-nous, Folleville !                                        | Берта (фр. Berthe)                                                                            |
| 1966 | с  | Якби мені сказали Перро         | Si Perrault m'était conté                                            | Епізод «Ріке з чубчиком» (фр. Riquet à la houppe). Алін (фр. Aline)                           |
| 1966 | тф | Оріон вбивця                    | Orion le tueur                                                       | Аліса (фр. Alice)                                                                             |
| 1966 | тф | Паперова любов                  | L’amour en papier                                                    | Женев'єв (фр. Geneviève)                                                                      |
| 1966 | ф  | Її ім'я — Дафна                 | ісп. Su nombre es Daphne                                             | Дафна (ісп. Daphne)                                                                           |
| 1967 | с  | Коли свобода прийшла з неба     | Quand la liberté venait du ciel                                      | 5 серій. Елен (фр. Hélène)                                                                    |
| 1967 | с  | Сьогодні ввечері в театрі       | Au théâtre ce soir                                                   | Епізод «Амі-амі» (фр. Ami-ami). Марі-Жозеф (фр. Marie-Josèphe)                                |
| 1967 | кф | Розрив                          | Le Fossé                                                             | Невідомо                                                                                      |
| 1968 | ф  | Демонічний                      | Le Démoniaque                                                        | Ліза (фр. Lise)                                                                               |
| 1968 | ф  | Жандарм одружується             | Le Gendarme se marie                                                 | Ніколь Крюшо, донька Людовіка (фр. Nicole Cruchot, la fille de Ludovic)                       |
| 1968 | ф  | Спалах кохання                  | англ. Flash Love                                                     | Жанна (фр. Jeanne)                                                                            |
| 1969 | с  | Тимчасове агентство             | Agence Intérim                                                       | Епізод «Непорозуміння» (фр. Quiproquo). Мірель (фр. Mireille)                                 |
| 1970 | ф  | OSS 117 йде у відпустку         | OSS 117 prend des vacances                                           | Полетт (фр. Paulette)                                                                         |
| 1970 | ф  | Палац Янголів                   | Le Palais des anges (порт. O Palácio dos Anjos)                      | Барбара (порт. Bárbara)                                                                       |
| 1975 | с  | Сьогодні ввечері в театрі       | Au théâtre ce soir                                                   | Епізод «Половина задоволення» (фр. La moitié du plaisir). Жизель Палерсе (фр. Gisèle Palerse) |
| 1977 | ф  | Маестро                         | Le Maestro                                                           | Корінн (фр. Corinne)                                                                          |
| 1978 | с  | Цей лютський диявол             | Ce diable d'homme                                                    | 2 серії. Помпадур (фр. La Pompadour)                                                          |
| 1980 | ф  | Як жінка                        | Comme une femme                                                      | сестра Олівера (фр. la sœur d'Olivier)                                                        |
| 1980 | с  | Життя інших                     | La Vie des autres                                                    | Епізод «Критський» (фр. La Crétoise). Алікі (фр. Aliki)                                       |
| 1980 | тф | Фарисей                         | La Pharisienne                                                       | графиня Мірбель (фр. la comtesse de Mirbel)                                                   |
| 1980 | ф  | Хочете вундеркінда?             | Voulez-vous un bébé Nobel ?                                          | Марі-Домінік (фр. Marie-Dominique)                                                            |
| 1983 | ф  | Сумно не буде                   | Ça va pas être triste                                                | адвокат (фр. l'avocate)                                                                       |